# The Wolf Among Us
The Wolf Among Us é um jogo eletrônico episódico de aventura e mistério desenvolvido e publicado pela Telltale Games e distribuído pela Vertigo e Warner Bros. Interactive Entertainment. O jogo é uma prequela da série de revistas em histórias em quadrinhos Fábulas, escrita por Bill Willingham. O jogo consiste em cinco episódios, o primeiro foi lançado mundialmente para as plataformas Microsoft Windows e Xbox 360 em 11 de outubro de 2013, para o OS X em 14 de outubro de 2013, para o PlayStation 3 em 15 de outubro de 2013 na América do Norte e em 16 de outubro de 2013 na Europa e Austrália, para o iOS em 4 de dezembro de 2013 e também para o PlayStation Vita antes do final de 2014.
As versões de varejo para os consoles PlayStation 3, PlayStation 4, PlayStation Vita, Xbox 360 e Xbox One foram lançadas em novembro de 2014.
Após a Telltale Games original ter entrado em falência em 2018, o título foi removido do mercado de varejo físico e digital. Em 2019, a nova Telltale Games lançou uma Definitive Edition do jogo para Xbox One e Windows, que chegou ao mercado em 16 de dezembro de 2019.

## Jogabilidade
The Wolf Among Us é uma aventura gráfica, jogada a partir de uma perspectiva em terceira pessoa. O jogador assume o controle do protagonista Bigby Wolf, que deve investigar o assassinato de uma mulher. Ao longo do jogo, o jogador é capaz de explorar diversos ambientes tridimensionais, como prédios de apartamentos e um bar. Ao explorar um ambiente, o jogador pode encontrar um objeto com o qual podem interagir; Quando isso ocorre, eles devem mover um cursor sobre o objeto para selecioná-lo e examiná-lo. Os itens de interesse são armazenados em um inventário e podem ser utilizados posteriormente no decorrer da história.
O jogador também é capaz de iniciar conversas com personagens não jogáveis, as conversas são apresentadas em forma de árvores de diálogo. As opções de diálogo escolhidas durante as conversas podem ter um efeito positivo ou negativo sobre a forma como os outros personagens vêem o Bigby e suas percepções influenciarão em eventos futuros na história. Algumas cenas são mais focadas em ação coordenada, forçando o jogador a responder uma sequência de eventos exigindo movimentações rápidas (QTEs). Contudo, o jogador não é obrigado a completar todos os QTEs, pois ignorando determinadas ações de movimento também é possível afetar eventos futuros na história.

## Desenvolvimento
Steve Allison, vice-presidente sênior de marketing da Telltale Games, anunciou que estavam trabalhando em um jogo baseado na série de revistas em histórias em quadrinhos Fábulas durante uma entrevista com a All Things Digital em fevereiro de 2011. A Telltale anunciou formalmente planos para um jogo intitulado Fables na Electronic Entertainment Expo, em junho de 2011. Após vários adiamentos, a Telltale re-anunciou o jogo Fables na Comic Con de Nova York em outubro de 2012. O jogo foi apresentado sob o título de Fables, mas foi revelado que ele receberia um novo nome em fevereiro de 2013. O título final ficou como The Wolf Among Us, em alusão ao personagem principal Bigby Wolf. O primeiro episódio foi originalmente programado para ser lançado no primeiro trimestre de 2012. Mais tarde, foi adiado para o terceiro trimestre do mesmo ano. Foi adiado novamente para o terceiro trimestre de 2013, e até outubro de 2013. Em fevereiro de 2013, foi revelado que o jogo atrasou mais no seu desenvolvimento  do que a Telltale havia originalmente antecipado devido ao sucesso de The Walking Dead. A Telltale incorporou muitas mecânicas dos jogos de The Walking Dead no título em questão.
Em maio de 2014, foram anunciados os lançamentos para os consoles PlayStation 4 e Xbox One em uma data posterior, juntamente com as versões de varejo do jogo para os consoles PlayStation 3 e Xbox 360.

## Legado
Durante a Comic Con de Nova York em 2014, a Vertigo Comics anunciou uma adaptação de The Wolf Among Us em forma de história em quadrinhos, prevista para lançada digitalmente no dia 1 dezembro de 2014 e mais tarde como um encadernado. A história será adaptada para os quadrinhos por Matthew Sturges, que anteriormente já havia escrito para a série Fábulas, e Dave Justus, deixando de acordo com a verdadeira história do jogo, mas também explorando alguns dos personagens e as histórias em volta com maior profundidade.
Uma segunda temporada do jogo foi anunciada durante a San Diego Comic Con em julho de 2017 e está agendada para estrear em 2018 para computadores, consoles e dispositivos móveis. Tanto Harrington quanto Yvette reprisarão seus papéis como Bigby e Branca de Neve, respectivamente.